# Gabrielle Carteris
Gabrielle Carteris (Scottsdale, Arizona, 2 de enero de 1961) es una actriz estadounidense.

## Biografía
Descendiente de griegos, fue una estudiante ejemplar y se graduó en Arte por la "Universidad Sarah Lawrence".
En 1987 debutó como actriz en papeles secundarios con los telefilmes dramáticos "What If I'm Gay?" y "Seasonal Differences".
Al año siguiente participó durante todo un año en la telenovela "Another World", encarnando a Tracy Julian. En 1989 hizo un pequeño papel en el drama "Jacknife", protagonizado por Robert DeNiro, Kathy Baker y Ed Harris.
A pesar de que ya tenía 29 años, en 1990 consiguió el papel de la estudiosa adolescente Andrea Zuckerman en la telenovela juvenil "Beverly Hills, 90210", su personaje comenzó siendo la típica chica intelectual que le costaba integrarse en la pandilla. Con el paso de las temporadas se hizo más abierta y además cambió de imagen. Por mucho tiempo estuvo prendada de su mejor amigo Brandon Walsh (Jason Priestley), pero acabó enamorándose y casándose con el hispano Jesse Vásquez (Mark D. Espinoza), después de descubrir que estaba embarazada. Al finalizar la quinta temporada abandonó la serie regresando únicamente como invitada en algunos episodios, incluido el capítulo final en 2000.
En 1992 compaginó su trabajo en la serie con una aparición secundaria en el thriller de Brian De Palma "En nombre de Caín", junto a John Lithgow, Lolita Davidovich y Steven Bauer.
Tras participar en "Beverly Hills 90210", comenzó a ser una intérprete frecuente en telefilmes basados en hechos reales como "Seduced and Betrayed" (1995), "Mixed Blessings" (1995) y "To Face Her Past" (1996).
A finales de los 90 participó como actriz invitada en las series "Tocados por un ángel" y "Vacaciones en el mar: la nueva tripulación". También hizo trabajos de doblaje en las series de animación "Gargoyles" y "Batman del futuro".
En el siglo XXI prosiguió trabajando de manera discreta con las películas para vídeo "Malpractice" y "Full Circle", ambas de 2001 o los telefilmes "Trapped: Buried Alive" (2002) y "Combustion" (2004). Ha doblado varios videojuegos, entre los que destaca la adaptación de "Minority Report" y ha proseguido apareciendo como invitada en las series de éxito "JAG: Alerta roja", "Policías de Nueva York", "Nip/Tuck: a golpe de bisturí" y "Crossing Jordan".
En 2002 participó en el reality show "The Surreal Life", teniendo como compañeros a M.C. Hammer, Corey Feldman y Emmanuelle Lewis. En 2005 estrenó la serie dramática "Palmetto Point", que no superó la primera temporada. En 2006 actuó en la película "Dimples" y colaboró en un episodio de la serie "Drake and Josh". Ha vuelto a ejercer como actriz de doblaje con el largometraje de animación "The Toy Warrior" y el videojuego "Marvel: Ultimate Alliance". En 2007 ha actuado en el largometraje "Plot 7". 
Está casada desde 1992 con Charles Isaacs y ambos son padres de dos hijas llamadas Kelsey Rose y Mollie Elizabeth.
En 2006 sufrió una parálisis facial que le afectó al habla durante seis meses.
En 2022 participó en la serie We own this city.
- Datos: Q235575
- Multimedia: Gabrielle Carteris / Q235575